# Elvegård
Elvegård est une localité du comté de Nordland, en Norvège.

## Géographie
Administrativement, Elvegård fait partie de la kommune de Narvik.